# Papuabobrek
Papuabobrek (Baiyankamys) – rodzaj ssaków z podrodziny myszy (Murinae) w obrębie rodziny myszowatych (Muridae).

## Rozmieszczenie geograficzne
Rodzaj obejmuje gatunki występujące w Papui i Papui-Nowej Gwinei.

## Morfologia
Długość ciała (bez ogona) 130–160 mm, długość ogona 148–187 mm, długość ucha 7–17 mm, długość tylnej stopy 35–39 mm; masa ciała 68–88 g.

## Systematyka
Rodzaj zdefiniował w 1943 roku brytyjski zoolog Martin Alister Campbell Hinton w artykule zatytułowanym Wstępne diagnozy pięciu nowych myszowych gryzoni z Nowej Gwinei, opublikowanym w czasopiśmie „The Annals and magazine of natural history”. Gatunkiem typowym jest (oryginalne oznaczenie) papuaboberek wschodni (B. shawmayeri). 

### Etymologia
Baiyankamys: Baiyanka, dział wodny Purari-Ramu, północno-wschodnia Nowa Gwinea; gr. μυς mus, μυος muos ‘mysz’.

### Podział systematyczny
Do rodzaju należą następujące gatunki:
| Grafika | Gatunek                | Autor i rok opisu       | Nazwa zwyczajowa     | Podgatunki         | Rozmieszczenie geograficzne | Podstawowe wymiary                              | Status IUCN |
| ------- | ---------------------- | ----------------------- | -------------------- | ------------------ | --- | ----------------------------------------------- | ----------- |
|         | Baiyankamys habbema    | (Tate & Archbold, 1941) | papuabobrek górski   | gatunek monotypowy | endemit Indonezji: zachodnio-środkowa Nowa Gwinea (okolice jeziora Habbema i pobliskiej góry Trikora); zakres wysokości: powyżej 3200 m n.p.m.      | DC: 13,4–16 cm DO: 15,4–18,7 cm MC: brak danych | DD          |
|         | Baiyankamys shawmayeri | Hinton, 1943            | papuabobrek wschodni | gatunek monotypowy | endemit Papui-Nowej Gwinei: góry we wschodniej Nowej Gwinei (od szczytu Doma na wschód do okolic góry Kaindi); zakres wysokości: 1980–3600 m n.p.m. | DC: 13–15,3 cm DO: 14,8–18,5 cm MC: 68–88 g     | LC          |

Kategorie IUCN:  LC  – gatunek najmniejszej troski,  DD  – gatunki o nieokreślonym stopniu zagrożenia.